# Château de Piombino
Le château de Piombino (en italien : Castello di Piombino), est la principale structure militaire défensive qui subsiste dans la commune de Piombino, dans la province de Livourne en Toscane. Il est aussi connu comme Cassero Pisano (Donjon pisan) ou Fortezza Medicea (Forteresse Médicis),.

## Historique
Le château a été construit par les Pisans au XIIIe siècle et s'appelait alors Cassero Pisano, en raison de sa masse solide, presque cubique. Elle fut retouchée par Léonard de Vinci alors qu'il était chargé de la réorganisation des défenses de la ville. Avec l'avènement des armes à feu, elle fut dotée de bastions étoilés entre 1552 et 1557, sous Cosme Ier de Médicis qui les commanda à l'architecte italien de la Renaissance Giovanni Battista Belluzzi, et fut alors appelée « Forteresse Médicis ».
Le château a été restauré et soumis à des fouilles archéologiques entre 1999 et 2001 sur la base d'un projet de l'architecte Piero Ostilio Rossi (it).

## Musée
Aujourd'hui, il abrite le musée du château et de la ville de Piombino, qui reconstitue l'histoire du bâtiment dans le contexte des événements de la ville. Certains objets du XIIIe siècle trouvés durant les fouilles sous exposés au rez-de-chaussée, ainsi qu'une une série d'ustensiles tels que des assiettes, des boucles, des cruches, des lampes, des pièces de monnaie, des plaques d'armure, des pointes de flèches et des balles de plomb ; le deuxième étage  illustre l'histoire de Piombino pendant la résistance italienne et au XXe siècle.

## Galerie

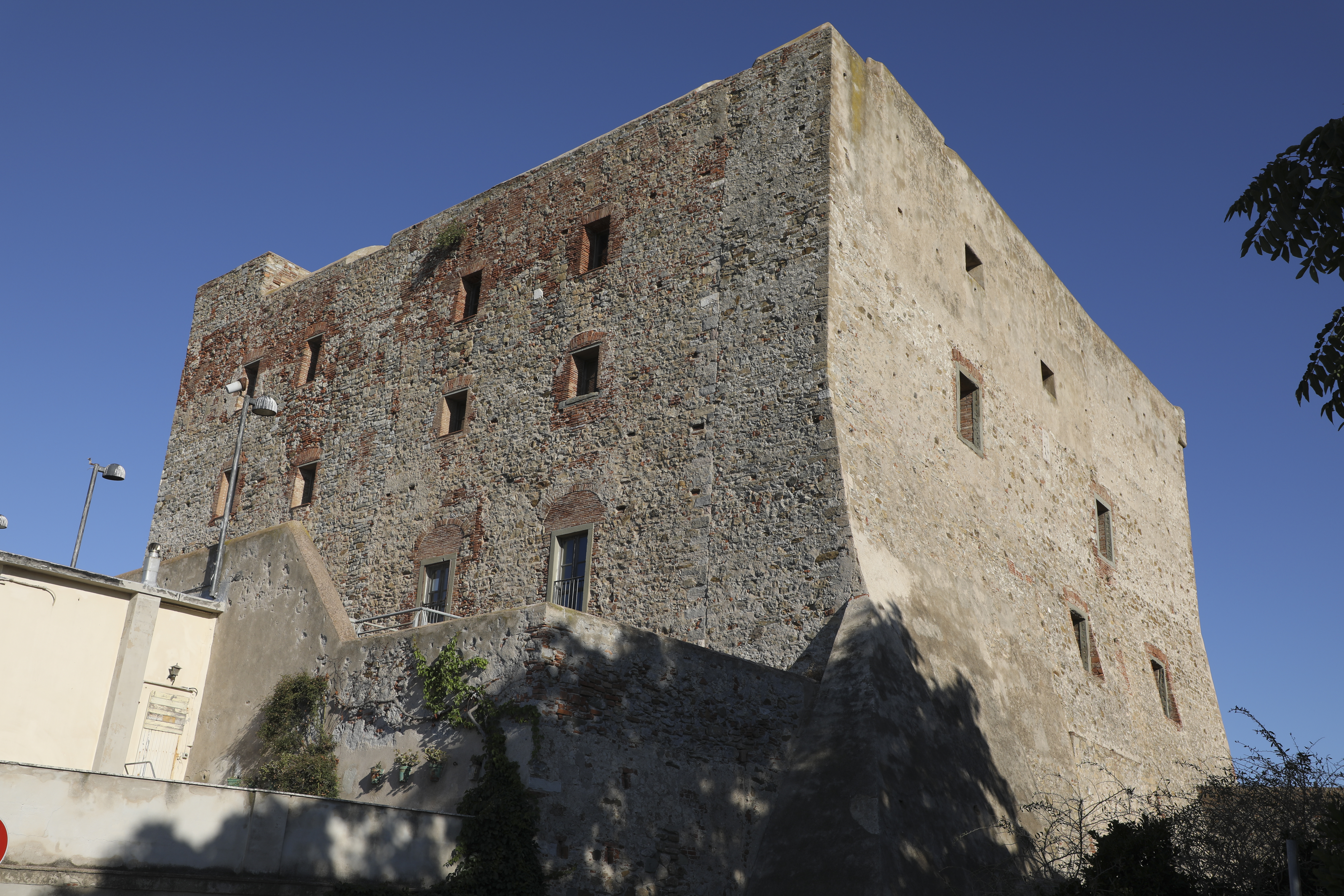
Le Cassero Pisano.
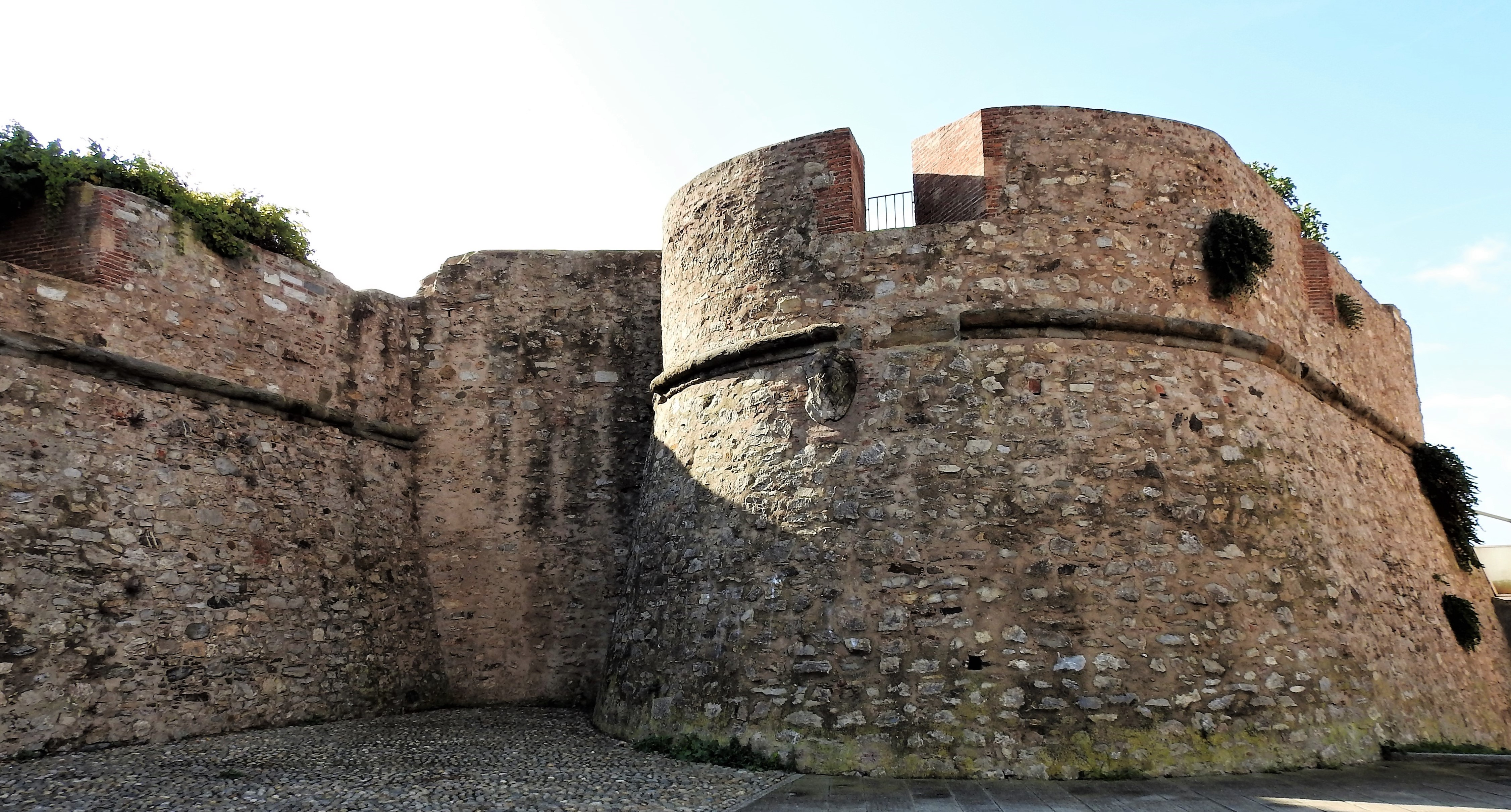
Bastion à l'ouest.
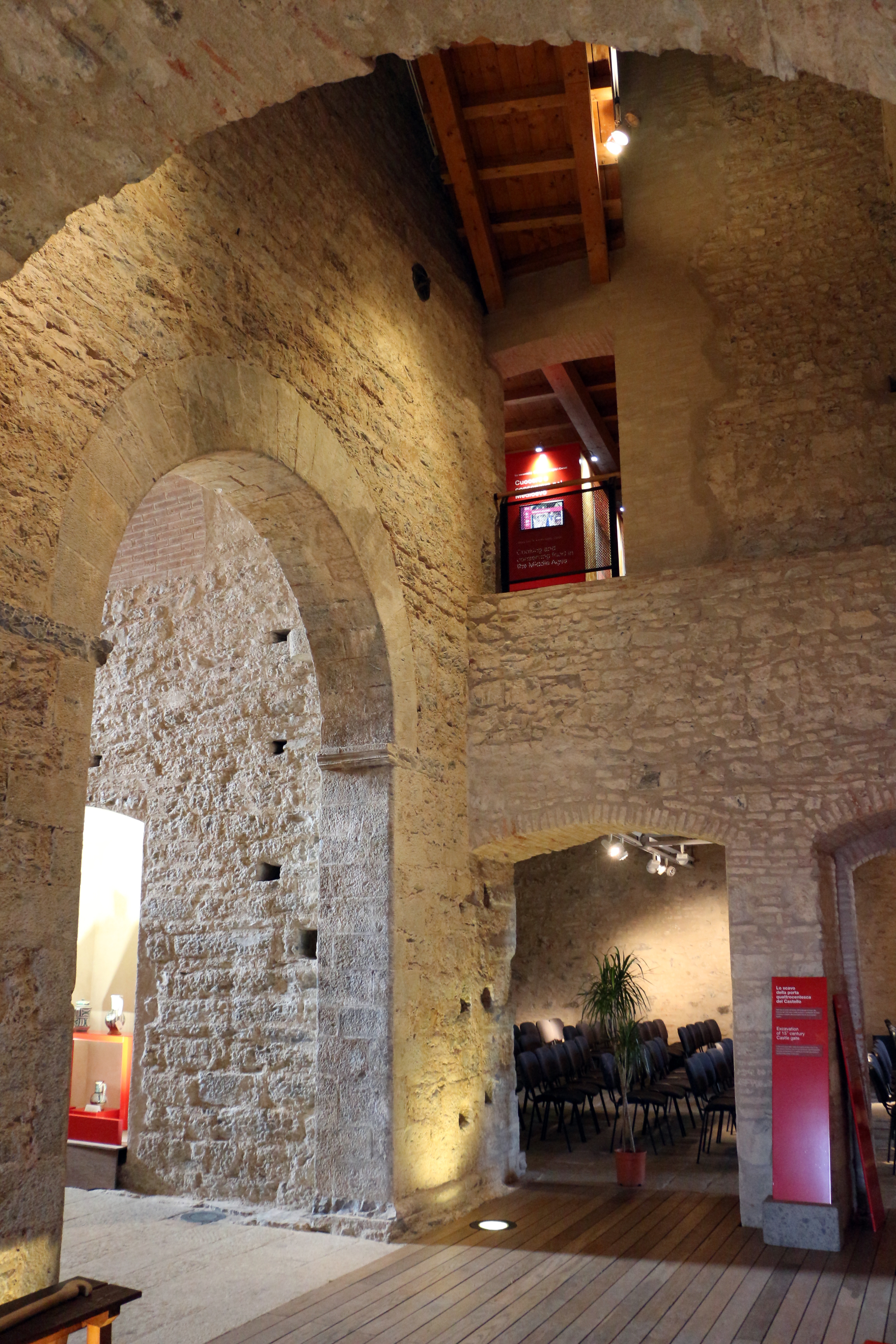
Intérieur.
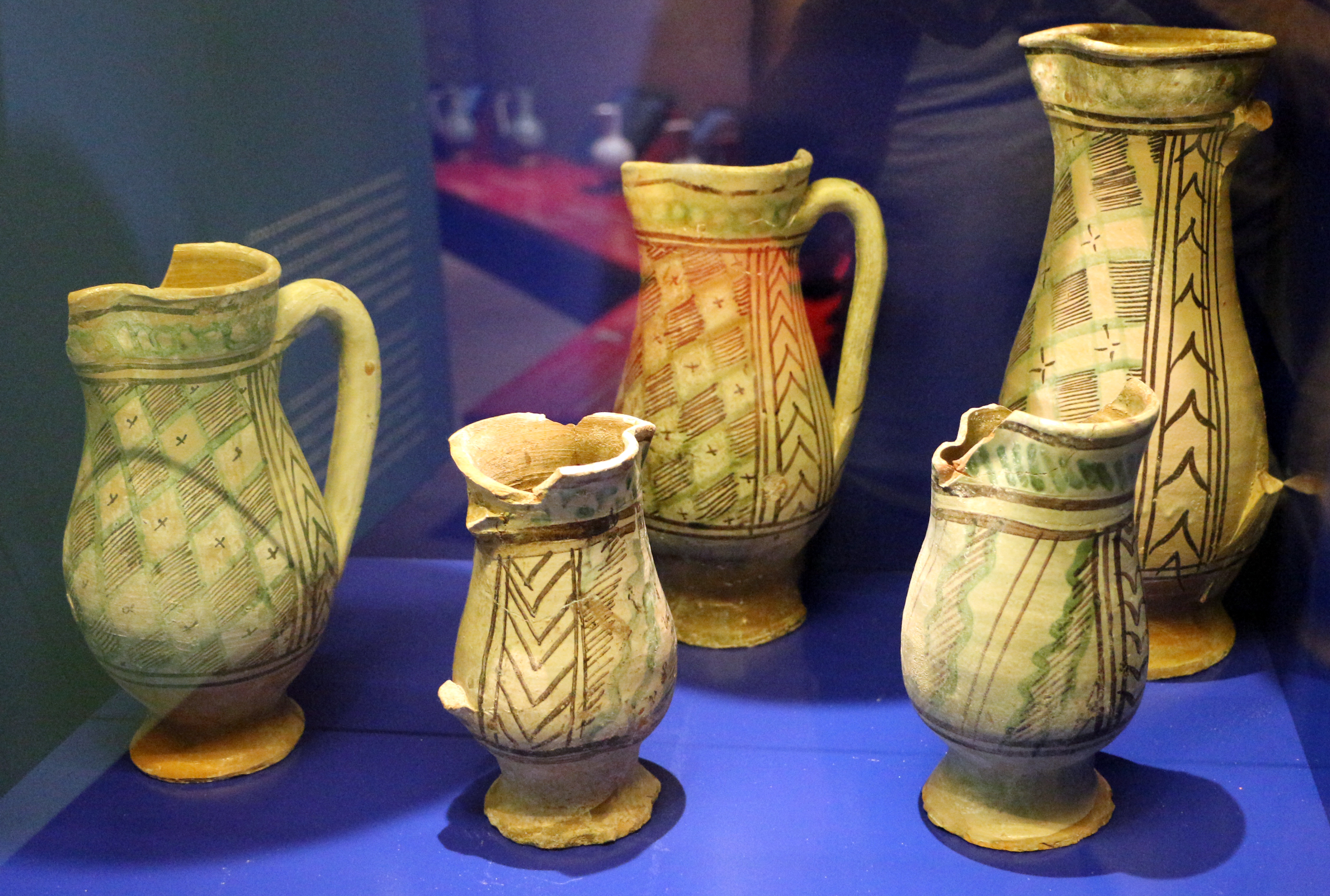
Céramiques.